# Олексіївська (станція метро, Харків)

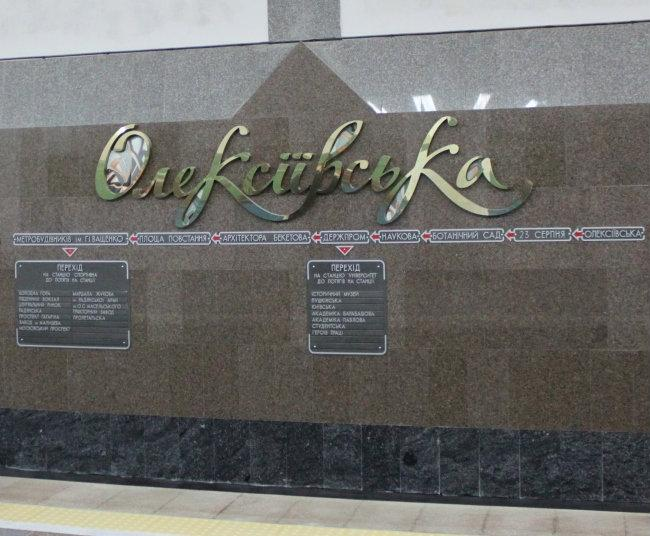
Колійна стіна

«Олексі́ївська» — 29-та станція Харківського метрополітену. Розташована на Олексіївській лінії метро за станцією «23 Серпня», наступна станція — Перемога. Відкрита 21 грудня 2010 року. До відкриття станції «Перемога» була кінцевою.

## Технічна характеристика
Колонна двопрогінна станція мілкого закладення з острівною прямою платформою.

## Колійний розвиток
Станція з колійним розвитком — протишерстний з'їзд з боку станції «Перемога».

## Оздоблення
По осі станції розташовуються колони діаметром 1020 мм. Попереднім проектом станція призначалася для пересадки, тому ширина платформи ширше стандартної (12 метрів замість 10).
Колони станції «Олексіївська» оздоблено грецьким білим мармуром. У нижній частині колони по периметру оточують лави. Підлога станції викладено сірим гранітом з українських родовищ.
Колійні стіни, оздоблені червоно-сірим гранітом, прикрашають шість художніх вставок (по три з кожного боку), виконані технікою «емаль на міді». Зображення мають символізувати весну й осінь і викликати у людей асоціації вікон і птахів. Назва станції на колійних стінах стилізовано під каліграфичним прописом.

## Скандал
Перед відкриттям станції, українські ЗМІ повідомили про встановлення на станції метро «Олексіївська» 10 лавок загальною вартістю 630 тис. ₴, придбання яких погодило Національне агентство з питань підготовки та проведення в Україні фінальної частини Чемпіонату Європи 2012 року з футболу. У керівництві Департаменту будівництва і дорожнього господарства запевнили, що лавки виготовлені за індивідуальними технологіями. Тим часом, лавки виготовлені з дуба і відзначаються аскетичним дизайном. У попередніх планах значилося придбання металевих лавок за неназвану, проте значно меншу суму.